# Circeis armoricana
Circeis armoricana är en ringmaskart som beskrevs av Saint-Joseph 1894. Circeis armoricana ingår i släktet Circeis och familjen Serpulidae. Arten är reproducerande i Sverige.

## Underarter
Arten delas in i följande underarter:
- C. a. fragilis
- C. a. paguri